# Dieter Borsche
Pour les articles homonymes, voir Borsche.
Dieter Borsche, né le 25 octobre 1909 à Hanovre et mort le 5 août 1982 à Nuremberg, est un acteur allemand.

## Début et carrière théâtrale
Dieter Borsche a grandi dans une famille d´artistes. Son père était professeur de musique et chef d´orchestre au Städtische Oper de Hanovre et sa mère chanteuse d´opéra. Après avoir arrêté le lycée, il prend des cours de danse chez Yvonne Georgi et Harald Kreutzberg. De 1930 à 1935 il fait partie du corps de ballet du Städtische Oper de Hanovre. À 25 ans les premiers signes d´une dystrophie musculaire l´obligent à arrêter la danse. Il prend des cours d´art dramatique et est engagé dans des rôles de jeunes premiers à Weimar puis en 1935 à Kiel, de 1939 à 1942 à Danzig et de 1942 à 1944 à Breslau. Fin 1944, malgré sa myopathie, il est enrôlé dans la Wehrmacht, participe à la bataille des Ardennes, est blessé et fait prisonnier des Américains. Après de longs mois de convalescence il est finalement libéré et rejoint sa famille qui était partie se mettre à l´abri dans le Bayerischer Wald. Il ouvre un petit atelier de menuiserie et fabrique pendant un certain temps des jouets en bois. 
En 1946 Bernhard Minetti le rappelle au théâtre à Kiel, dont il assure la direction de 1947 à 1949. Mais il lui faudra attendre une dizaine d´années pour qu´il perce réellement au théâtre alors qu´il est déjà une vedette de cinéma très populaire. Il va jouer à la Freie Volksbühne à Berlin sous la direction de Erwin Piscator des rôles qui ont marqué le théâtre politique dans l´Allemagne des années 1960. Il va interpréter le pape Pie XII dans Le Vicaire de Rolf Hochhuth en 1963, le rôle-titre dans En cause : J. Robert Oppenheimer de Heinar Kipphardt en 1964 et le juge dans L´Instruction de Peter Weiss en 1965. Aussi il met en scène à plusieurs reprises des pièces qu´il interprète. Dans les années soixante-dix, malgré sa maladie qui évolue, il continue à jouer, en fauteuil roulant, des rôles de composition complexes comme le psychiatre de Equus de Peter Shaffer. Il met un terme à sa carrière théâtrale en interprétant le rôle du physicien Evans dans En cause: J. Robert Oppenheimer en 1981 au Residenztheater de Munich.

## Cinéma
La carrière cinématographique de Dieter Borsche a commencé dans les années 1930 avec quelques petits rôles dans des films insignifiants. C´est en 1949 que débute réellement sa carrière dans le film Nachtwache (La Veillée) de Harald Braun où il interprète un jeune vicaire qui secourt moralement ses concitoyens et en particulier un pasteur. Le film fera de lui la star la plus populaire du cinéma allemand de l´immédiate après-guerre. Il va enchaîner les films, des drames et des comédies où il représente avec des partenaires comme Ruth Leuwerik ou Maria Schell l´image du couple allemand idéal. Il a le physique parfait pour interpréter des rôles de prince, de docteur, mais réussit tout aussi bien dans des comédies comme Fanfaren der Liebe où il joue un musicien travesti, rôle que reprendra sept ans plus tard Tony Curtis dans Certains l'aiment chaud, remake américain du film allemand. En 1952, il est le premier acteur allemand à jouer en France depuis la guerre. On le voit dans Le Guérisseur en 1952 aux côtés de Jean Marais et dans Ali baba et les quarante voleurs où il est le chef des voleurs aux côtés de Fernandel en 1954. Néanmoins il ne poursuit pas sa carrière française. Dans les années 1960 il change de registre avec des rôles dans des adaptations des romans d´Edgar Wallace et de Karl May. Sa maladie l´oblige à interrompre sa carrière cinématographique en 1970, mais il continue à apparaître dans de nombreux téléfilms. Il participe à la postsynchronisation de plusieurs films dont L'Exorciste où il donne sa voix au prêtre. Il fait aussi de nombreux enregistrements de pièces radiophoniques.

## Vie privée
Dieter Borsche a été marié trois fois. Avec sa première épouse, une décoratrice de théâtre, il a eu trois fils, avec sa deuxième épouse un fils. De 1970 à sa mort, il a été marié à l´actrice Ulla Willick. Très diminué physiquement, il meurt en août 1982 et est enterré au cimetière Öjendorf de Hambourg.

## Filmographie

### Cinéma
- 1935 : Alles weg´n dem Hund de Fred Sauer : Frantz
- 1938 : Wie einst im Mai de Richard Schneider-Edenkoben : Klaus von Uhlendorff
- 1938 : Preußische Liebesgeschichte de Paul Martin : Prince Karl
- 1939 : Die Geliebte de Gerhard Lamprecht : Peter Wißmann
- 1939 : Die kluge Schwiegermutter de Hans Deppe : Leutnant von Donath
- 1941 : Jungens de Robert A. Stemmle : policier dans Königsberg
- 1949 : Nachtwache de Harald Braun : Kaplan von Imhoff
- 1950 : C'est arrivé un jour (Es kommt ein Tag) de Rudolf Jugert : Friedrich
- 1950 : Der fallende Stern de Harald Braun : Lucius / Luciano
- 1951 : Dr. Holl de Rolf Hansen : Dr. Holl
- 1951 : Aux frontières du péché (Sündige Grenze) de Robert A. Stemmle : Hans Fischer
- 1951 : Fanfaren der Liebe de Kurt Hoffmann : Hans Mertens
- 1952 : Vater braucht eine Frau de Harald Braun : Dr. Hans Neumeister
- 1952 : Le Cœur du monde (Herz der Welt) de Harald Braun : Arthur von Suttner
- 1952 : Die große Versuchung de Rolf Hansen : Richard Gerbrand
- 1952 : Der Kaplan von San Lorenzo de Gustav Ucicky : Don Stefano
- 1953 : Muss man sich gleich scheiden lassen? de Hans Schweikart :
- 1953 : Fanfaren der Ehe de Hans Grimm : Hans Mertens
- 1953 : Königliche Hoheit de Harald Braun : Prince Klaus Heinrich
- 1954 : Le Guérisseur de Yves Ciampi : Dr. Jean Scheffer
- 1954 : Ali Baba et les Quarante Voleurs de Jacques Becker : Abdel, le chef des voleurs
- 1954 : Escale à Orly (Zwischenlandung in Paris) de Jean Dréville : Eddie Miller
- 1955 : Un vilain petit canard (Ich war ein häßliches Mädchen) de Wolfgang Liebeneiner : Claudio
- 1955 : San Salvatore de Werner Jacobs : Dr. Robert Kant
- 1955 : Die Barrings de Rolf Thiele : Fried von Barring
- 1956 : Wenn wir alle Engel wären de Günther Lüders : Christian Kempenich
- 1956 : Rot ist die Liebe de Karl Hartl : Hermann Löns
- 1957 : Königin Luise de Wolfgang Liebeneiner : König Friedrich Wilhelm (Frédéric-Guillaume III)
- 1957 : Les Nuits du Perroquet vert (Nachts im Grünen Kakadu) de Georg Jacoby : Dr Maybach
- 1958 : Zwei Herzen im Mai de Géza von Bolváry : Peter Paul Müller
- 1958 : Le Temps d'aimer et le Temps de mourir de Douglas Sirk : Capitaine Rahe
- 1958 : U 47 – Kapitänleutnant Prien de Harald Reinl : Pfarrer Kille
- 1960 : Un trono para Cristy (Ein Thron für Christine) de Luis César Amadori : Hector Duvanel
- 1960 : Das hab ich in Paris gelernt de Thomas Engel : Bernhard Wedell
- 1960 : Sabine und die 100 Männer de Wilhelm Thiele : Viktor Lorenz
- 1961 : Les Mystères de Londres (Die toten Augen von London) de Alfred Vohrer : David Judd / Mr. Lennox / Révérant Paul Dearborn
- 1962 : Les Années heureuses (de) (Die glücklichen Jahre der Thorwalds) de John Olden et Wolfgang Staudte : Dr Schaub
- 1962 : Der rote Rausch de Wolfgang Schleif : Professeur Lindner
- 1962 : Muß i denn zum Städtele hinaus de Hans Deppe :
- 1962 : Das Feuerschiff de Ladislas Vajda : Steuermann Rethorn
- 1962 : Mabuse attaque Scotland Yard (Scotland Yard jagt Dr Mabuse, titre belge Scotland Yard traque Dr Mabuse) de Paul May : George Cockstone
- 1963 : Le Crapaud masqué (Der schwarze Abt) de Franz Josef Gottlieb : Lord Harry Chelford
- 1963 : Le Bourreau de Londres (Der Henker von London) de Edwin Zbonek : Dr Mac Ferguson
- 1964 : Das Phantom von Soho (de) de Franz Josef Gottlieb : Chef Inspecteur Hugh Patton
- 1964 : Ein Frauenarzt klagt an de Falk Harnack : Dr Hans Thomas
- 1964 : Au pays des Skipétars de Robert Siodmak : Sir David Lindsay
- 1964 : Les Chercheurs d'or de l'Arkansas (Die Goldsucher von Arkansas) de Paul Martin : Pater Benson
- 1965 : Die schwedische Jungfrau (de) de Kurt Wilhelm : Crusenberg
- 1965 : Mission dangereuse au Kurdistan (Durchs wilde Kurdistan) de  Franz Josef Gottlieb : Sir David Lindsay
- 1965 : Im Reiche des silbernen Löwen de Franz Josef Gottlieb : Sir David Lindsay
- 1966 : Der Arzt stellt fest … de Aleksander Ford : Herr Sidler
- 1967 : Wenn Ludwig ins Manöver zieht de Werner Jacobs : Wilhelm II
- 1968 : Les Amours de Lady Hamilton de Christian-Jaque : Dr Graham
- 1968 : Le Médecin de Hambourg (Der Arzt von St. Pauli) de Rolf Olsen : Pfarrer Feddersen
- 1970 : Der Pfarrer von St. Pauli de Rolf Olsen : Pastor Tönning

### Télévision
- 1959 : O Wildnis (téléfilm) de Harald Braun : Nat Miller
- 1959 : Affäre Dreyfus (téléfilm) de Hanns Farenburg : Oberstleutnant Picquart
- 1961 : Adieu, Prinzessin de Joachim Hess :
- 1962 : Das Halstuch (série télévisée, 6 épisodes) : John Hopedean
- 1962 : Die kleinen Füchse (téléfilm) de Peter Beauvais : Horace Giddens
- 1964 : Doktor Murkes gesammeltes Schweigen (téléfilm) de Rolf Hädrich : Intendant des Funkhauses
- 1966 : Das Lächeln der Gioconda (téléfilm) de Ilo von Jankó : Dr. Libbard
- 1966 : Der Vogel läßt das Singen nicht (téléfilm) de Hans-Bernhard Theopold : Domkapitular Stolzenberg
- 1966 : Der schwarze Freitag (téléfilm) de August Everding et Günter Meincke : Everett Gardener
- 1966 : Der Zauberer Gottes (téléfilm) de Günter Gräwert : Herr von Drygalski
- 1966 : Cliff Dexter: Katze und Maus (série télévisée, 1 épisode) : Leclerque
- 1968 : Der Reformator (téléfilm) de Rudolf Jugert : Dr. Eck
- 1968 : Berliner Antigone (téléfilm) de Rainer Wolffhardt : Dr. Hellmer
- 1970 : Paul Temple: Murder in Munich (série télévisée, 2 épisodes) : M.. Haffner
- 1970-1975 : Der Kommissar (série télévisée, 3 épisodes) : Dr. Weck / Dr. Wiegand / Roth
- 1971 : Preußen über alles... - Bismarcks deutsche Einigung (feuilleton) de Rudolf Jugert : Wilhelm I
- 1973 : Immobilien (téléfilm) de Otto Jägersberg (de) : Hafermann
- 1973 : Algebra um acht (série télévisée) de Thomas Engel : Directeur Lenz
- 1974 : Le Petit Docteur (Der kleine Doktor: Zu viele Ärzte) (série télévisée, 1 épisode) : Professeur Gromaire
- 1974 : Die letzten Tage von Gomorrha (téléfilm) de Helma Sanders-Brahms : Bruce
- 1975 : Der Strick um den Hals (série télévisée, 3 épisodes) : Graf von Claudieuse
- 1977 : Sonderdezernat K1: Zwei zu eins für’s SK 1 (série télévisée, 1 épisode) : Directeur von Winterfeldt
- 1977 : Graf Yoster gibt sich die Ehre (série télévisée, 1 épisode) : Prof. van Daren
- 1977 : Es muß nicht immer Kaviar sein (série télévisée, 1 épisode) : Debouche
- 1981 : In der Sache: J. Robert Oppenheimer (téléfilm) de Dieter Giesing
- 1981 : L´Âge d´or (Goldene Zeiten Bittere Zeiten) (téléfilm) de Michael Braun : Gen. Otto Bielstock
- 1981 : Kinderseele (téléfilm) de Guy Kubli : narrateur

## Récompenses
- 1951 : Prix Bambi de l´acteur le plus populaire de l´année
- 1952 : Prix Bambi de l´acteur le plus populaire de l´année
- 1974 : Filmband in Gold (Pellicule d´Or) pour sa contribution au cinéma allemand
- 1979 : Croix de l´Ordre du mérite de la République fédérale d´Allemagne